# イブ・ヒギンズ
イブ・ヒギンズ（Eve Higgins、1999年6月23日 - ）は、アイルランドの女子ラグビー選手。

## プロフィール
- アイルランド・ダブリン出身[1]。
- ポジションはスタンドオフ(SO)、センター(CTB)。
- 身長 173cm、体重 70kg
- 女子アイルランド代表キャップは2。（2024年9月現在）

## 略歴
2024年、パリ五輪の7人制女子アイルランド代表に選ばれた。